# Johann Jakob Bodmer
Johann Jakob Bodmer (19. července 1698, Greifensee – 2. ledna 1783, Schönenberg) byl švýcarský německy píšící spisovatel, básník, historik a překladatel.

## Životopis
Vystudoval gymnázium, měl být kupcem a proto v letech 1718 a 1719 cestoval po Francii a Itálii, aby získal zkušenosti a obchodní vzdělání, později se věnoval studiu historie. V roce 1725 se stal profesorem švýcarských dějin na universitě v Curychu a tuto funkci vykonával až do roku 1775, kdy odešel na odpočinek na svůj statek. Od gymnaziálních let se pokoušel o literární činnost, v roce 1721 vydávali s přáteli týdeník Rozpravy malířů (Die Discourse der Mahlern), v nichž se stylizovali jako malíři své doby. Eseje z tohoto časopisu, který se stal jedním ze základů německé literární kritiky, byly později vydány knižně.
Bodmer se věnoval také literární teorii, v roce 1730 vydal svoji poetiku, v níž postuloval, že báseň je napodobením přírody na základě rozumu, fantazie, znalostí jejích pravidel a vkusu. Za vzor pro literáty pokládal Miltona a jeho Ztracený ráj, velmi obdivoval Klopstockova Mesiáše. Tyto (klasicistní) zásady vzbudily velkou polemiku mezi německými literáty a z jejich popření a položení důrazů na cit a obrazotvornost se zrodil německý preromantismus.

Bodmer také mnoho překládal, zejm. z angličtiny (Ztracený ráj, satira kolem Scriblerus Clubu, staroanglické balady) a antických jazyků (úplný překlad Homéra). Jeho vlastní poezii tvoří většinou příležitostné básně nevalné úrovně a biblické eposy, např. Noah (1752).

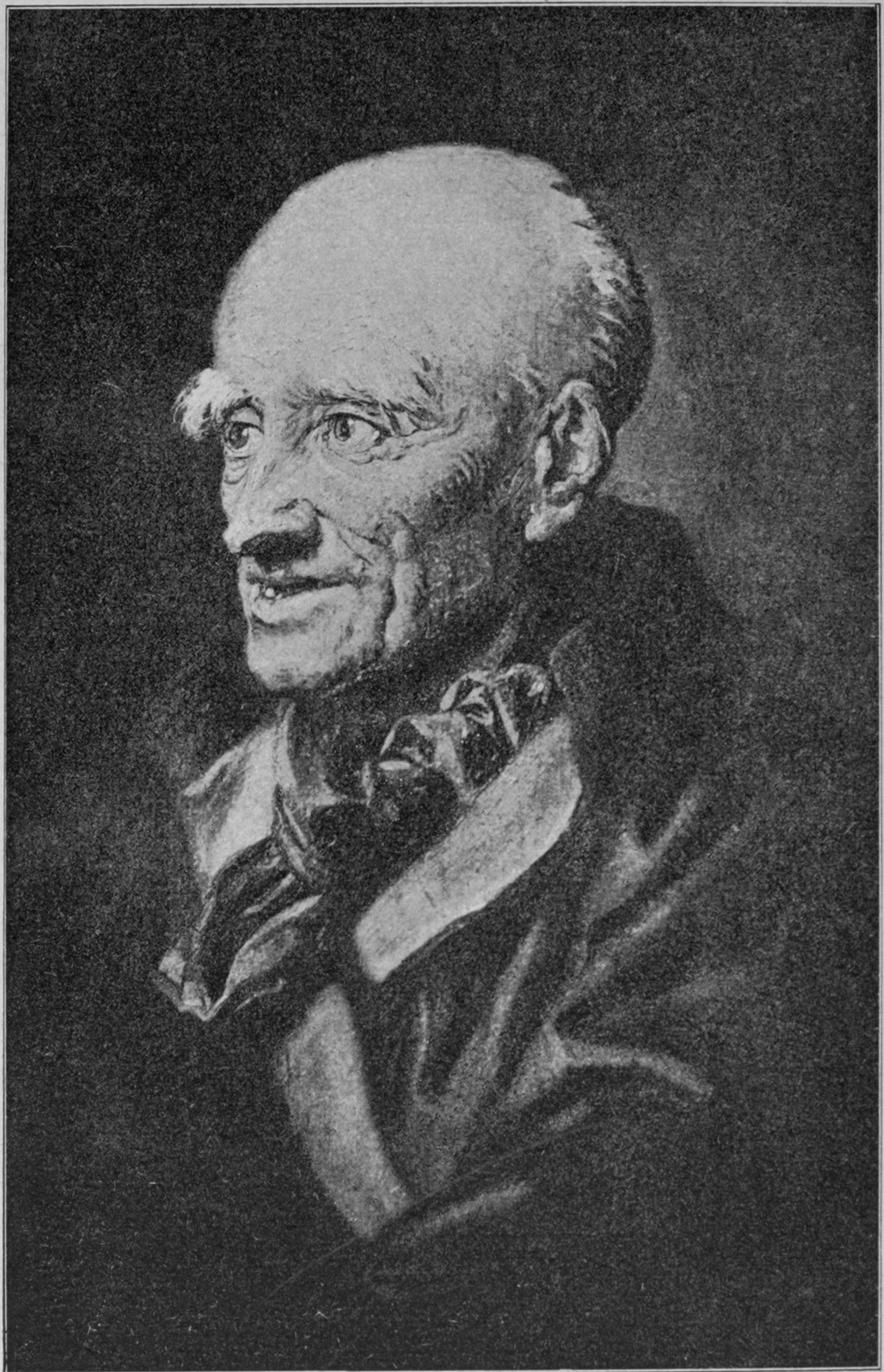
Johann Jakob Bodmer

## Dílo (výběr)
- Karl von Burgund. Ein Trauerspiel (nach Aeschylus)
- Vier kritische Gedichte
- Die Discourse der Mahlern, 1721–1723
- Brief-Wechsel von der Natur des poetischen Geschmackes, 1736.
- Critische Abhandlung von dem Wunderbaren in der Poesie, 1740
- Kritische Betrachtungen über die poetischen Gemälde der Dichter, 1741
- Critische Briefe, 1746
- Proben der alten schwäbischen Poesie des dreyzehnten Jahrhunderts. Aus der Manessischen Sammlung, 1748
- Fabeln aus den Zeiten der Minnesinger, 1757